# Jaguar D-Type

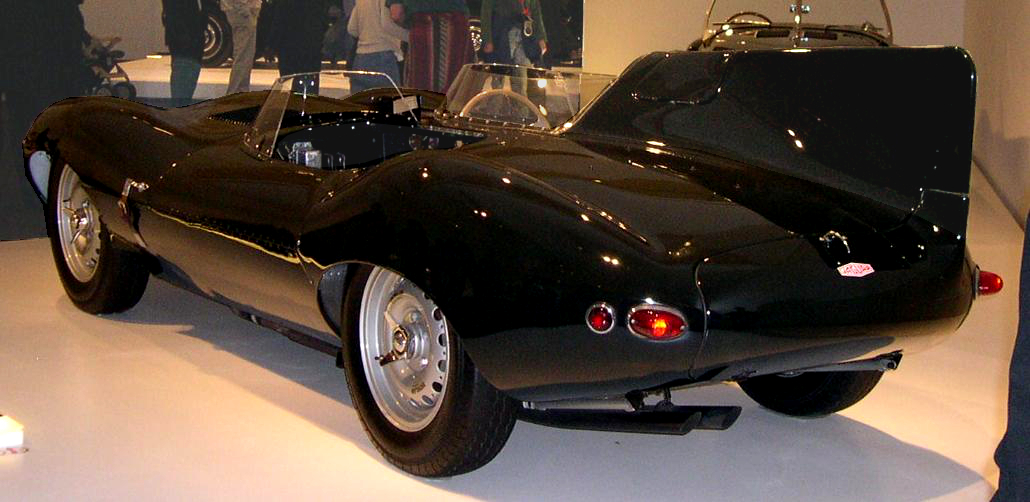
Jaguar D-type

Jaguar D-Type, představený v roce 1954, byl závodní automobil vyráběný britskou automobilkou Jaguar Cars. Navázal na četné úspěchy svého předchůdce, modelu C-type, především vítězstvími ve slavném závodě 24 hodin Le Mans (1955, 1956 a 1957). Do roku 1957 bylo vyrobeno 71 exemplářů.
Model D-Type byl vyvíjen s cílem navázat na úspěch předchozího typu C, který již v sezonách po roce 1953 nedosahoval předchozích výsledků. Od něj se D-type lišil především zcela novou skořepinovou konstrukcí. Byla vyrobena z hořčíkových slitin, přičemž motor a zavěšení v přední části vozu byly neseny trubkovým rámem. Design vozu byl opět dílem Malcolma Sayera (C-type), který měl bohaté zkušenosti z práce v leteckém průmyslu. Navrhl na svou dobu velmi aerodynamickou karoserii s plynulými a dnes již klasickými liniemi. Slabšího odporu vzduchu bylo dosaženo také nižším umístěním kapoty. Toho bylo dosaženo použitím suché klikové skříně, separátní horní nádržky chladiče a nakloněním motoru o 8°. Nízké umístění motoru také snížilo těžiště celého vozu, který tak získal lepší jízdní vlastnosti. Přese všechno je koeficient odporu vzduchu 0,5 z dnešního pohledu vysoký i na osobní automobily.
Pohon vozu obstarával slavný řadový šestiválec XK o objemu 3 442 cm3, který používal již jeho předchůdce a většina ostatních sériových modelů značky. Kompresní poměr byl zvýšen na 9:1 a dvojice karburátorů SU byla nahrazena trojicí karburátorů Weber. Takto upravený motor dával výkon 245 koní (183 kW) při zhruba 6 000 ot./min. Max. rychlost dosahovala až 280 km/h, pro jízdu nad 240 km/h se později používala charakteristická ploutev vybíhající z řidičovi opěrky hlavy. D-type dostal zcela nové na zakázku vyrobené nízkoprofilové pneumatiky Dunlop. Tradiční drátová kola byla kvůli lepšímu chlazení kotoučových brzd (Typ D byl druhým závodním vozem v historii, který je použil, první byl typ C) nahrazena slitinovými děrovanými disky. Zcela nová byla také čtyřstupňová převodovka, synchronizovaná od 2. stupně. Podle soudobých pravidel pro závodní vozy byl kokpit vozu vybaven symbolickým sedadlem pro spolujezdce, oddělené od řidiče pevnou přepážkou. Interiér byl stejně jako u předchůdce velmi stísněný, zejména kvůli velkému volantu a co největší úspoře hmotnosti.
Na základě modelu D-Type vznikla v roce 1957 jeho cestovní verze určená pro jízdu na běžných silnicích. Vůz dostal jméno Jaguar XKSS a na první pohled byla jasná jeho spřízněnost s výchozím modelem. 12. února 1957 však postihl továrnu Jaguaru v Browns Lane (Coventry) požár, který násilně ukončil výrobu tohoto speciálního modelu. Kromě devíti zničených vozů XKSS byly zničeny také čtyři modely D-type. Celkově se vyrobilo 71 exemplářů modelu D-Type (z toho 18 v tovární verzi) a 16 exemplářů modelu XKSS.

## Závodní historie

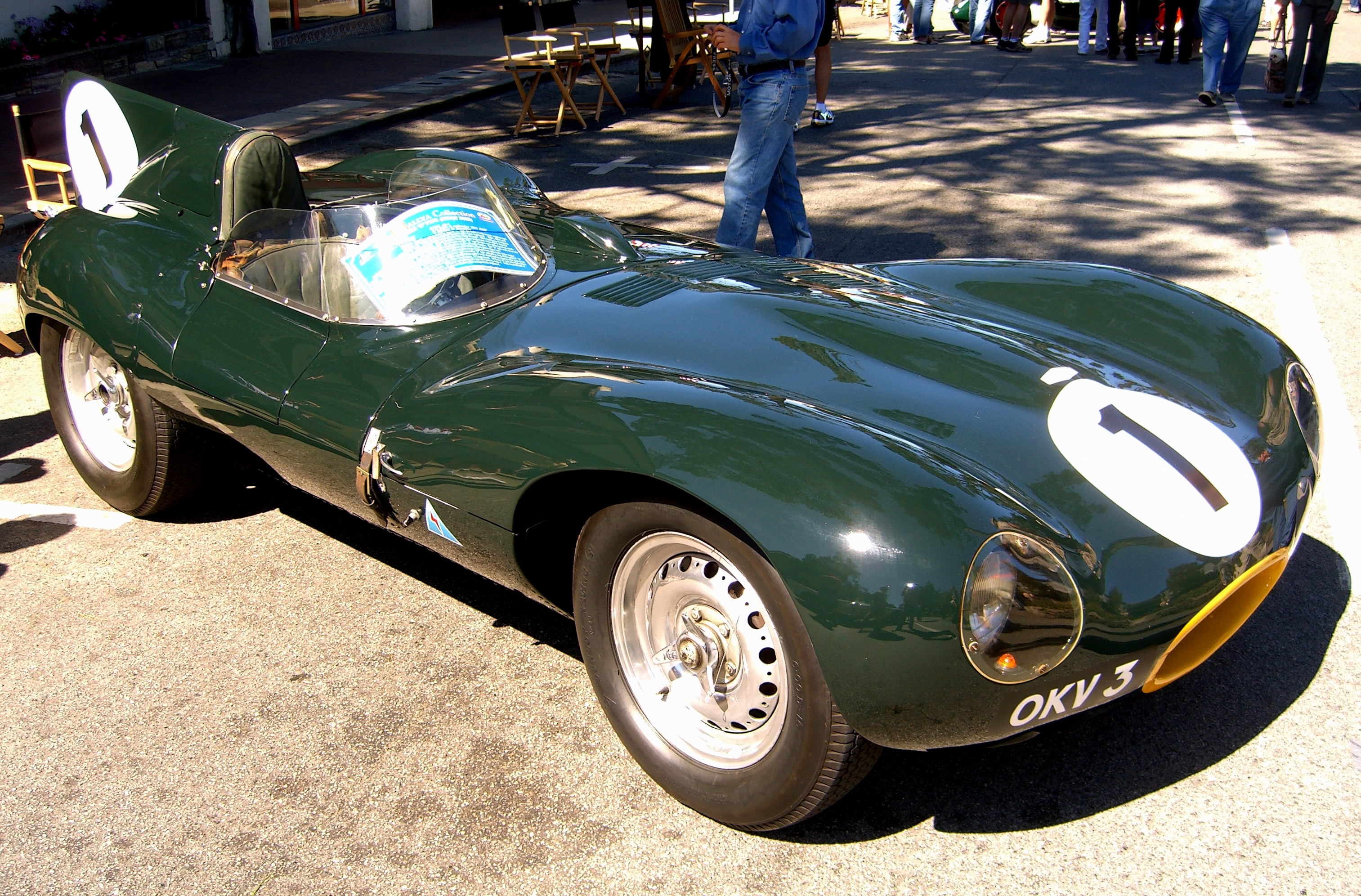
Vítězný Jaguar D-type ze závodu v Remeši

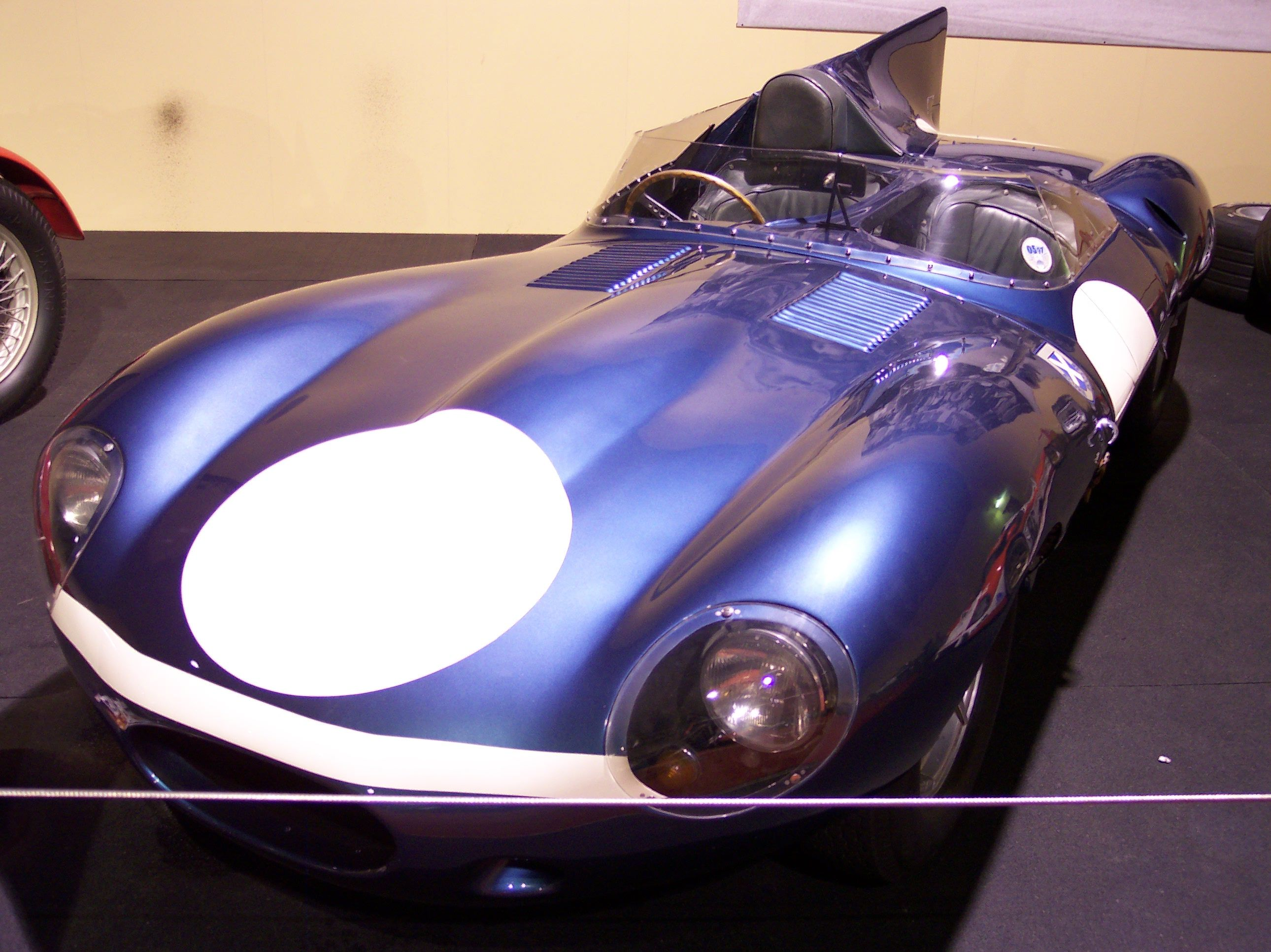
Jaguar D-type stáje Ecurie Ecosse

Jaguar D-Type se poprvé představil v závodě 24 hodin Le Mans v roce 1954. Nový závodní vůz s označením XKC 401 pilotovaný dvojicí Rolt/Hamilton skončil druhý o pouhých 105 sekund za vítězným Gonzálesovým Ferrari. Na vině bylo nečistotami zanesené palivo, díky němuž se snížil výkon motoru. Ale už v dvanáctihodinovém závodě ve francouzské Remeši konaném o měsíc později si D-type dojel pro dvojité vítězství.
V roce 1955 startoval v Le Mans D-Type s prodlouženou přídí zvyšující max. rychlost nazývanou long nose („dlouhý nos“). Došlo i k úpravě motoru v hlavách válců. V tomto roce typ D poprvé zvítězil zásluhou jezdců Bueb/Hawthorn, ovšem celý závod byl poznamenán nejtragičtější havárií v dějinách motosportu. Vznikla srážkou do boxů zajíždějícího vozu Austin Healey a Mercedesu 300SLR pilotovaného Pierrem Leveghem, který byl i se svým vozem vymrštěn na blízkou diváckou tribunu. Zahynul Levegh a dalších více než osmdesát diváků. Kvůli této nehodě byl ze závodu stažen druhý mercedes pilotovaný Fangiem a Mossem jedoucí na průběžném prvním místě.
V roce 1956 získal vítězství v Le Mans Jaguar D-Type britské stáje Ecurie Ecosse. Dva vozy továrního týmu havarovaly již v prvních kolech závodu a vítězové minulého ročníku skončili na šestém místě. Také s přispěním tohoto neúspěchu a přílišným přetěžováním vývojového oddělení, které bylo potřeba pro práci na osobních modelech, se vedení automobilky v říjnu 1956 rozhodlo stáhnout ze závodní scény. Poslední vyrobené kusy typu D byly prodány stáji Ecurie Ecosse.
Ta se v roce 1957 zúčastnila Le Mans s dvěma Jaguary D-Type a dojela si pro dvojité vítězství. Na prvním místě dojela dvojice Flockhart/Bueb s vozem s 3,8 litrovým motorem. Třetí místo obsadil D-type francouzské soukromé stáje Equipe Los Amigos a čtvrtou pozici získal také D-type belgického národního týmu. V roce 1958 byl povolený objem motoru pro vozy startující v Le Mans snížen na tři litry, díky čemuž již nebyl dříve vítězný stroj konkurenceschopný. Naposledy se bez úspěchu Jaguar D-Type objevil v Le Mans v roce 1960.